# Алтай (Теренкольський район)
Алта́й (каз. Алтай) — село у складі Теренкольського району Павлодарської області Казахстану. Адміністративний центр Алтайського сільського округу.
Населення — 609 осіб (2021; 577 у 2009, 741 у 1999, 896 у 1989).
Національний склад станом на 1989 рік:
- росіяни — 32 %;
- казахи — 25 %.

До 2023 року село називалось Львівка.